# Opera GX
Opera GX est un navigateur web. Il s’agit d'une version du navigateur Web Opera, basé sur le navigateur Chromium, et orientée pour les joueurs de jeu vidéo sous Microsoft Windows et macOS. Il est développé par la société norvégienne Opera Software, qui propose plusieurs logiciels relatifs à Internet.
Opera GX a été annoncé le 11 juin 2019 lors de l’E3.

## Histoire
Le 7 novembre 2019, une version destinée à macOS est annoncée avec la possibilité d'inscription à une version test jusqu'au 19 novembre. Celle-ci est publiée en accès anticipé le 12 décembre 2019.

## Fonctionnalités du navigateur
Certaines des fonctionnalités d’Opera GX sont des fonctionnalités standard d’Opera, telles que le bloqueur de pub et de traqueurs, la superposition vidéo sur d'autres applications, ou le réseau privé virtuel intégré.
Les fonctionnalités spécifiques d’Opera GX sont spécialement conçues pour les joueurs. Elles permettent notamment d’ajuster l’utilisation autorisée du processeur, de la mémoire vive et de la bande passante sur l’application et l’intégration de Twitch, Youtube, Reddit où les utilisateurs peuvent parcourir la plate-forme directement via la barre d’outils. Le navigateur intègre également une page « GX Corner » où sont visibles les jeux à venir et déjà publiés, les actualités ou encore les jeux fournis gratuitements par divers stores en ligne.
Il existe aussi GX Games qui propose et regroupe tous les genres de jeux. GX Games est souvent mis à jour.